# 関の姥石
関の姥石（せきのうばいし）は、千葉県富津市関にある石。
高さ約5尺（1尺は約30.3cm）、周囲28尺。形は八角で、上面に穴がある。もとは路傍に2個あった。関の御場石ともいう。かつてこの地に関所があり、その礎石であろうという。道路改修のさい、1個を取りのけたところ、祟りがあったとつたえ、残り1個を南方山上に安置して石凝姥命を祀り、これを姥神となづけた（「上総町村誌」）。
御場石の名は、セキの語から関所を連想したこじつけの説であり、セキはせきとめる意で、塞の神の塞などと同じ意であり、そこに神を祀るふうはふるく、例はおおい。
村落の境に神を祀ることと石に霊魂のやどる思想と女性が神の祭祀にあずかる民俗が習合して、石を姥とし、あるいは姥石と称するようになったのであろうという。